# 스티브 그래버스
스티브 그래버스(Steve Gravers, 1922년 4월 8일 ~ 1978년 8월 22일)는 미국의 배우, 연극 배우, 텔레비전 배우이다.

## 영화
- 코작 (1973년)
- 비련의 110번가 (1972년)
- 서부를 향해 달려라 (1965년)
- 추격 (1959년)
- 딜론 보안관 (1955년)